# Clément Reix
Clément Reix (* 9. Oktober 1983) ist ein ehemaliger französischer Tennisspieler.

## Karriere
Bevor Reix regelmäßig Profiturniere spielte, absolvierte er von 2003 bis 2007 ein Studium im Fach Management an der Clemson University im US-Bundesstaat South Carolina. In dieser Zeit spielte er auch College Tennis.
Ab 2007 nahm er erstmals regelmäßig an Turnieren der drittklassigen ITF Future Tour teil, auf der er 2007 im Doppel und 2008 im Einzel jeweils seinen ersten Titel gewinnen konnte. Zudem erreichte er im Doppel im französischen Cherbourg sein erstes Halbfinale. Das Jahr beendete er mit Rang 614 im Einzel und Rang 528 im Doppel am bisher höchsten. Nachdem das Jahr 2009 weniger erfolgreich verlaufen war, schaffte er 2010 wieder bessere Ergebnisse zu erzielen. In Orbetello qualifizierte er sich erstmals im Einzel für ein Challenger-Turnier, wo er sich zum Auftakt gegen Juan Pablo Brzezicki durchsetzen konnte. Neben zwei Qualifikationen für Challengers gewann er auch drei Futures, wodurch er das Jahr mit Platz 280 das einzige Mal in seiner Karriere in den Top 300 abschließen konnte. 2011 spielte er weitere Challengers und konnte sein Einzelranking bis auf Platz 250 – seinen Karrierebestwert – steigern. 2012 schaffte Reix aus der Qualifikation heraus sowohl in Dallas als auch wenig später in Rimouski das Viertelfinale zu erreichen. Der Höhepunkt seiner Karriere gelang ihm im September 2012, als er sich im neunten Anlauf für ein Turnier der ATP World Tour in Metz qualifizieren konnte. Dort gewann er gegen seinen Landsmann Édouard Roger-Vasselin, doch verlor im Anschluss gegen den Topgesetzten Jo-Wilfried Tsonga. In der Folgezeit konnte er jedoch nicht an diesen Erfolg anknüpfen. Er spielte im September 2013 sein letztes Profiturnier. In seiner Karriere gewann er acht Future-Turniere, davon sechs im Einzel.

## Persönliches
Er ist mit der französischen Tennisspielerin Shérazad Reix verheiratet. Als Trainer seiner Frau wurde er 2023 zu einer Geldstrafe von 10.000 US-Dollar verurteilt. Außerdem durfte er ein Jahr lang nicht als Trainer arbeiten. Seine Frau erhielt eine vierjährige Sperre. Die ITIA setzte diese Strafen fest, nachdem sie dem Paar Spielmanipulationen nachgewiesen hatten.